# NGC 7615
NGC 7615 (również PGC 71097) – galaktyka spiralna (Sb), znajdująca się w gwiazdozbiorze Pegaza. Odkrył ją John Herschel 16 sierpnia 1830.